# Головний військовий клінічний госпіталь імені М. Н. Бурденка
Головний військовий клінічний госпіталь імені М. Н. Бурденка — одна з найбільших багатопрофільних лікарень і головний медичний заклад Міністерства оборони Російської Федерації (1550 ліжко-місць), перший в Росії державний лікувальний заклад.

## Історія
Госпіталь був заснований 25 травня 1706 в Лефортово за указом Петра І «за Яузою-рекою против Немецкой слободы в пристойном месте» і став першим в Росії державним лікувальним закладом. Перших пацієнтів прийняв 21 листопада 1707 року.
Засновником госпіталю (і першої в Росії медичної школи при ньому) Миколай Бідлоу, до цього особистий лікар Петра І, голландський лікар, випускник Лейденського університету.
Початково госпіталь складався з одної кам'яної будови з домовою церквою Воскресіння Христового та трьох десятків дерев'яних «світлиць», що розмістилися на березі Яузи. Вони включали в себе анатомічний театр, палату алхіміка, аптеку, покої для студентів, учнівську, приміщення для недужих. Поруч був розбитий ботанічний сад, у якому вирощувалися лікарські рослини. Головна будівля завершувалося восьмигранним дерев'яним куполом, увінчаним різьблений позолоченою статуєю Милосердя. У петровську епоху Госпіталь мав навіть власний театр, у якому силами учнів Медико-хірургічної школи ставилися перші російські п'єси та інтермедії. Протягом XVIII століття дерев'яні будови Госпіталю не раз страждали від пожеж, проте щоразу зводилися заново і до кінця 1750-х років число місць в палатах збільшилося до 1000. До того часу він отримав найменування Московського генерального сухопутного госпіталю.
У 1797—1802 роках за проектом московського архітектора Івана Єготова був зведений головний корпус Госпіталю, що зберіг свій первісний вигляд до сьогоднішніх днів. Архітектор вдало використав рельєф місцевості для виявлення головного значення будівлі в забудові вулиці, яка і сьогодні носить назву Госпітальної.

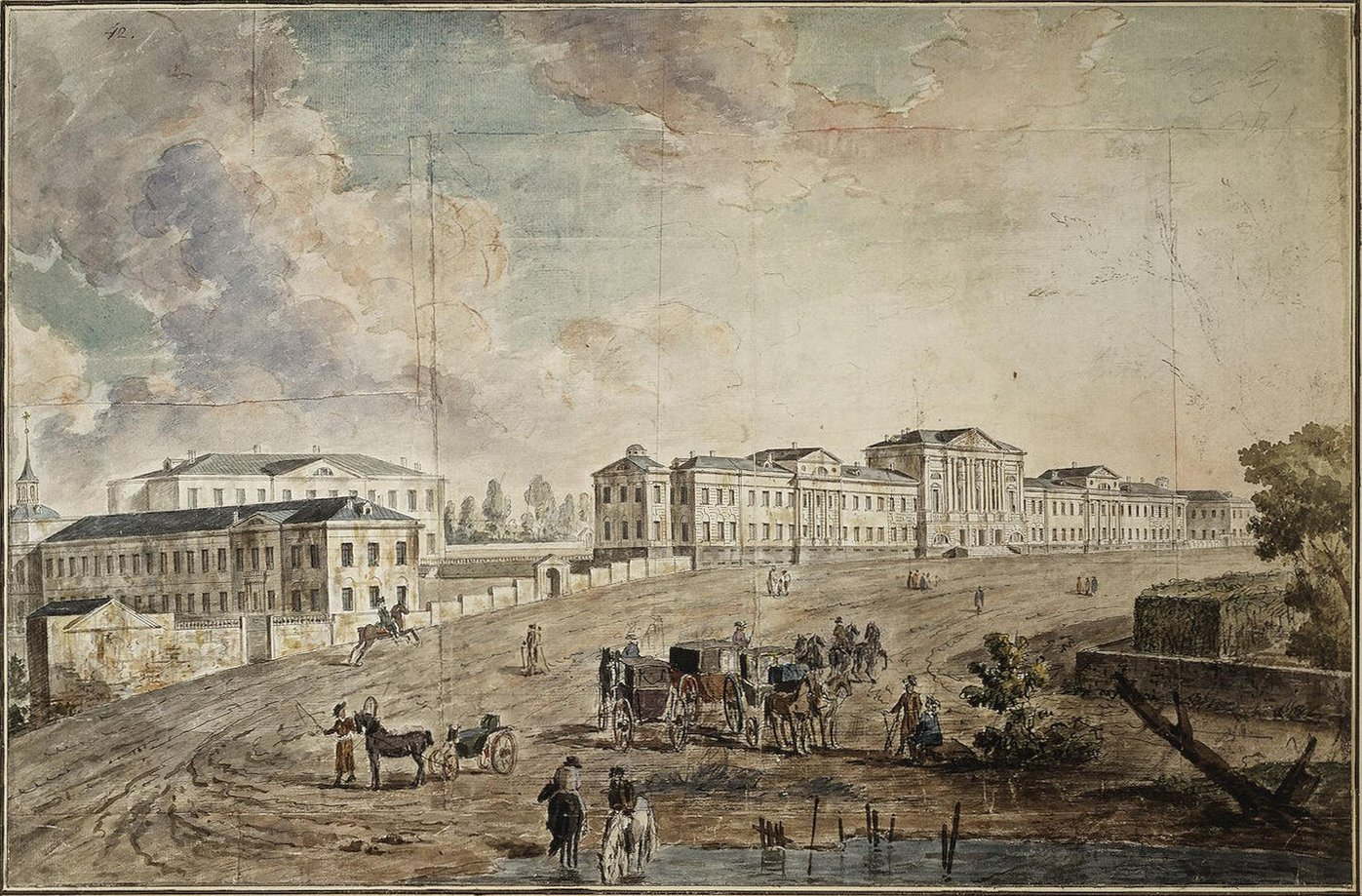
Військовий госпіталь в Лефортово, початок XIX ст.

Відвідавши Московський госпіталь в 1823 році імператор Олександр І розпорядився забудувати розриви між окремими корпусами з метою розширення палат до 1800 місць. Після цього Госпіталь отримав архітектурний вигляд, яки надалі мало в чому змінювався. В історії російської медицини Московський госпіталь займає особливе місце. Тут були закладені основи медичної освіти і підготовлені перші російські лікарі. Госпіталь був клінічною базою Московського університету і Московської медико-хірургічної академії. У плеяді імен вчених-медиків XVIII—XX століть, чиї біографії невіддільні від історії госпіталю, представлені імена таких видатних вчених медичної науки як: К. І. Щепін, Д. С. Самойлович, Х. І. Лодер, Є. Й. Мухін, М. В. Скліфосовський, П. А. Герцен, Д. Д. Плетньов, С. С. Юдін. У Московському госпіталі проводив показові операції під наркозом М. І. Пирогов. Не раз Госпіталь опинявся дійовою особою історичних подій, зігравши, наприклад, важливу роль у ліквідації епідемії чуми 1770—1771 років. Тут надавалася допомога пораненим і хворим у Франко-російську війну 1812 року, російсько-турецьку війну 1877—1878 років, російсько-японську війну 1904—1905 років, в Першу світову і громадянську війни. Підготовленим зустрів госпіталь і Другу Світову війну, з честю виконавши своє призначення.
У 1946 р. госпіталю було присвоєно ім'я видатного радянського хірурга М. Н. Бурденка.